# Langue des signes panaméenne
La langue des signes panaméenne (en espagnol : Lengua de señas panameñas, LSP), est la langue des signes utilisée par les personnes sourdes et leurs proches au Panama.

## Caractéristiques
Les personnes sourdes pensent qu'il est important qu'elles — et non pas les interprètes — créent de nouveaux signes, de préférence locaux, plutôt que les emprunter aux autres langues des signes avec lesquelles elles sont en contact, comme les langues des signes américaine (ASL), costaricienne (LESCO), colombienne (LSC) ou autres. Certains signes viennent pourtant des États-Unis et du Costa Rica, ramenés par des sourds panaméens ayant voyagé là-bas, ou bien par l'intermédiaire des Témoins de Jéhovah ou des Mormons américains qui ont apporté avec eux l'ASL.

## Utilisation
Bien qu'il existe maintenant des cours de langue des signes offerts par les associations pour sourds, les organisations religieuses et certaines universités, les personnes sourdes indiquent que ces classes sont principalement destinées aux entendants et que la plupart de la communauté sourde acquiert la langue des signes de leurs amis sourds. En général, les membres de la communauté sourde panaméenne disent qu'ils respectent les différences culturelles et linguistiques des autres membres de leur communauté, même s'ils encouragent tous les sourds à apprendre la langue des signes. Cet apprentissage est une chose jugée plus importante que celui de l'espagnol ou de la parole.
La loi no 1 du 28 janvier 1992 reconnaît le droit à l'éducation bilingue des personnes sourdes et malentendantes ainsi que l'usage de toute forme de communication qui permette d'assurer leur intégration sociale.
Il existe une association nationale pour les sourds (Asociación Nacional de Sordos de Panama, ANSPA) qui s'implique dans l'éducation au niveau national (formation en informatique pour les adultes et en langue des signes pour les enfants). En 1990 elle édite un dictionnaire en LSP nommé Lengua de señas panameñas.

### Éducation
De 1995 à 2000, diverses lois ont pour but d'intégrer les personnes handicapées dans l'éducation. Selon l'International Disability Rights Monitor (IDRM) en 2004, 60 % des enfants scolarisables ayant une déficience étaient soumis au processus d'intégration au début du XXIe siècle. Mais même dans les zones les plus urbanisées, moins de 20 % des écoles peuvent réellement offrir des programmes d'éducation spéciale. En 2006, 767 enfants avec des troubles de l'audition ont été intégrés, mais parce qu'ils peuvent passer d'une classe à la suivante sur la base de l'âge et non de leurs capacités, Castillo et al. (2008) rapportent que les étudiants sourds et des malentendants ont un faible niveau d'alphabétisation et de performances scolaires, quel que soit le niveau auquel ils accèdent. De plus, les écoles spéciales se situent plutôt dans les grandes villes car les zones rurales n'ont pas les ressources nécessaires pour les entretenir, bien que des efforts financiers aient été réalisés.

## Langue des signes de Chiriquí
Appelée en espagnol Lengua de señas de Chiriquí (LSCh), elle est utilisée par les personnes sourdes et leurs proches dans la province de Chiriquí. Ses locuteurs affirment qu'elle est distincte de la LSP. Ils utilisent pour la plupart à la fois la LSP et la LSCh.
La région de Chiriquí possède sa propre association pour sourds qui est séparée de l'association nationale (Asociación Nacional de Sordos de Panama, ANSPA). Il a toujours eu une certaine tension sur l'utilisation par l'ANSPA du mot « national » dans son nom car l'association située à David ne croit pas qu'ils représentent la totalité du Panama. L'association a été fondée par deux missionnaires en 1988 mais s'est séparée de l'Église en 1994 et une nouvelle équipe de direction a été mise en place.  L'association de Chiriqui est financé en partie par le gouvernement, les cotisations des membres et les loyers des bâtiments que l'association loue à d'autres groupes. Ils ont aussi un lien très fort avec le Secrétariat national pour l'intégration sociale des personnes handicapées (Secretaria Nacional para la Integracion Social de las Personas con Discapacidad, SENADIS) et la Fédération des sourds d'Amérique centrale (Central American Deaf Federation, CADF). L'association vise à développer un dictionnaire de LSCh.